# Ninja Gaiden II (игра, 2008)
Ninja Gaiden II — видеоигра в жанре hack and slash для консоли Xbox 360, разработанная японской студией Team Ninja и изданная Microsoft Game Studios в 2008 году. Является частью серии Ninja Gaiden и прямым продолжением игры 2004 года. Дистрибьютором игры на территории России выступила компания «СофтКлаб», выпустившая её с русскими субтитрами.

## Игровой процесс
Игра представляет собой игру жанра hack and slash. Игрок, в роли ниндзя Рю Хаябуса, должен пробиваться сквозь полчища врагов, которые варьируются от приспешников вражеского клана «Чёрный Паук» до демонов из Преисподней. Из нововведений появилась возможность расчленять врагов, отрубая им конечности и разрывая их тела на части, заливая кровью оружие и всё вокруг. Расчленение ослабляет или замедляет врага (в зависимости от того, отрублена ли рука или нога), но не обязательно убивает его. Более того, раненый противник попытается использовать самоубийственную атаку, например, прижать Рю к земле и ударить его сюрикеном-бомбой, заставляя игрока быстро добивать противников, используя новые жестокие приёмы, прежде чем раненый противник сможет одержать верх. Эта новая механика также может быть задействована и на боссах. 
Игрок может собирать эссенцию с убитых им врагов. Эссенция играет важную роль в игровом процессе: синяя эссенция исцеляет Рю, красная эссенция восстанавливает его Нинпо, а жёлтая эссенция служит валютой для покупок в лавке Мурамасы. Однако игрок может намеренно втягивать в себя эссенцию, которая затем может быть использована для нанесения мощных ударов, известных как «Техника суперудара». Когда игрок получает урон, справа от шкалы здоровья начинает появляться красная полоска. После того как он уничтожит всех врагов в данной области, его здоровье восстанавливается, но только до того уровня, на котором начинается красная полоска. Травы и порошок духовной жизни, а также статуи Земного дракона могут исцелить полученный урон. Когда Рю заканчивает бой, он смахивает кровь с оружия, причём для каждого из них используется своя анимация. Рю может стоять на месте и пытаться блокировать атаки (при этом враги могут сломать его защиту и сделать уязвимым для атаки), а может уклоняться, уходя в сторону с помощью манёвра «Яростный ветер».
Рю, помимо своего фирменного Меча Дракона, имеет в распоряжении Лунный Посох, нунчаки «Вигурийский меч», Косу Затмения, мечи «Коготь Дракона» и «Клык Тигра», тонфу, кусаригаму и сюко «Соколиные когти». Из первой игры вернулись Нинпо — магические способности, которые также можно использовать для устранения врагов. Из Нинпо, у игрока имеется «Искусство адского пламени», «Искусство летящих клинков», «Искусство пламенного феникса» и «Искусство пронзающей пустоты».

## Сюжет
Через год после событий Ninja Gaiden, мастер-кузнец Мурамаса открывает магазин в Токио. В магазин заходит агент ЦРУ по имени Соня и спрашивает о местонахождении Рю, после чего члены клана ниндзя «Чёрный Паук» нападают на магазин и похищают её. Рю спешит по токийским небоскрёбам и спасает агента, который сообщает ему о нападении на деревню Хаябуса вражеским кланом, желающем похитить статую демона, которой деревня владеет и охраняет.
Там, Рю застаёт своего отца, Джо Хаябусу, на дуэли с Геншином, лидером «Чёрного Паука». Статую Демона забирает королева Великих Демонов и повелительница крови Элизабет. Джо призывает сына во что бы то ни стало вернуть статую. Рю вместе с Соней отправляется в путешествие по миру в поисках Элизабет и статуи, сталкиваясь с легионами ниндзя и демонов, а также тремя другими Великими Демонами: Алексеем, повелителем молний, Вольфом, повелителем бурь, и Зедонием, повелителем пламени.
Рю разыскивает Элизабет в Южной Америке, где она отдаёт статую Демона верховному жрецу демонов Дагра Даю, чтобы тот воскресил древнего князя тьмы Ваздаха. Элизабет вступает в поединок с Рю, и тот побеждает её. Находящийся рядом Геншин объясняет, что демоны хотят воскресить князя тьмы, Ваздаха, который должен был появиться из горы Фудзи в Японии. Эта гора также является местом, связывающим «Чёрного Паука» и «Династию Дракона». Рю возвращается домой, предупредив Соню, чтобы та не следовала за ним.
В то время, как Рю смотрит на пылающую огнём гору Фудзи, к нему подходит Аянэ с Глазом Дракона, мистическим артефактом, подаренным Джо Хаябусой. Рю прикрепляет реликвию к своему Мечу Дракона, превращая его в Истинный Меч Дракона. Отправившись на вершину горы, Рю обнаруживает Геншина, ожидающего его у входа в кратер. Во время извержения горы Геншин рассказывает Рю, что его никогда не волновали замыслы Ваздаха и что момент его клана «наконец настал». Два ниндзя жестоко и долго сражаются, после чего Геншин, как кажется, падает замертво, а Рю прыгает в гору Фудзи. В тот момент, когда Рю спускается на гору Фудзи, над погибшим Геншином появляется Элизабет, желая оживить его в виде демона.
Рю сражается с полчищами демонов и спасает похищенную Алексеем Соню. Рю отправляется в другую комнату и застаёт там Геншина, превратившегося в демона и вернувшегося для четвёртой и последней битвы с Рю. Схватка двух ниндзя закончилась тем, что Рю в конце концов одержал верх над Геншином и даже раздробил его маску. Геншин и Рю, хотя и были противниками, обмениваются последней данью уважения как ниндзя. Геншин делится с Рю тем, что все его действия были направлены на укрепление его клана, и он не жалеет, что стремился к этому. Он признаёт Рю великим воином и в поддержку его дела передаёт ему свой проклятый клинок. Появляется разъярённая Элизабет и укоряет Геншина за то, что тот проиграл, даже обладая силой. Рю, заявляя, что у Геншина было ради чего жить, набрасывается на Элизабет и с яростью убивает её с помощью комбинации своего Меча Дракона и клинка Геншина.
Углубившись в подземный мир, Рю сталкивается с Дагра Даем, который уже почти закончил воскрешение князя тьмы, и побеждает его. В качестве последнего средства верховный жрец демонов предлагает Ваздаху свою жизнь, и князь возрождается. Рю расправляется с чудовищем и вместе с Соней отправляется на поверхность, но капля его крови из открытой раны случайно попадает на труп Ваздаха, из-за чего он оживает и поднимается на вершину в своём истинном облике. На фоне извергающейся горы Фудзи Рю вступает в поединок с финальной формой князя тьмы, в котором решается судьба человечества, и побеждает. Соня и Рю воссоединяются и поднимаются на вершину горы, чтобы вместе встретить рассвет.
В сцене после титров, среди поля с бесчисленным количеством вбитых в землю мечей, Рю всаживает в землю меч Геншина и отдаёт тому посмертную честь. Рю бросает последний взгляд, прежде чем скрыться в тумане.

## Оценки
| Сводный рейтинг    | Сводный рейтинг |
| Агрегатор          | Оценка          |
| ------------------ | --------------- |
| GameRankings       | 81,25 %         |
| Metacritic         | 81/100          |
| Иноязычные издания |                 |
| Издание            | Оценка          |
| 1UP.com            | B−              |
| Edge               | 8/10            |
| Eurogamer          | 7/10            |
| Game Informer      | 8,75/10         |
| GameRevolution     | B/A+            |
| GameTrailers       | 8,4/10          |
| GameZone           | 8,8/10          |
| IGN                | 8,7/10          |
| OXM                | 8,5/10          |
| TeamXbox           | 9/10            |
| Game Planet        | 8,5/10          |

Игра была принята критиками положительно, но не с таким энтузиазмом, как первая часть. Редакция сайта GameSpot поставила игре оценку 8/10. Им понравились катсцены, большое разнообразие оружия и добивание, но раскритиковали плохую камеру и сложность игры. EuroGamer поставил игре оценку 7/10, опять же критике подверглась камера, и сложность игры, но всё же издание отметило, что это хорошая игра для того, чтобы весело провести вечер. Издание VideoGamer поставило оценку 9/10, назвав игру «великолепной», но снизило один балл за плохую камеру. Средний балл на Metacritic составляет 81/100.

## Переиздания
В 2009 году для платформы PlayStation 3 вышла изменённая версия под названием Ninja Gaiden Sigma 2. Эта версия содержит ту же самую сюжетную кампанию, что и в оригинале, за исключением новых глав за женских персонажей. В этой версии также был улучшен графический аспект игры, но было уменьшено количество врагов на локациях, убрано расчленение и был упрощён дизайн уровней.
23 января 2025 года, на презентации Xbox Developer_Direct, был анонсирован ремейк (официально именуемый ремастером) оригинальной игры под названием Ninja Gaiden II Black на платформы Xbox Series X/S, PlayStation 5 и ПК под управлением Windows, который был выпущен в этот же день. Данное переиздание было сделано на движке Unreal Engine 5 и основано на Sigma 2.